# Skanderbeg-Gedenkstätte

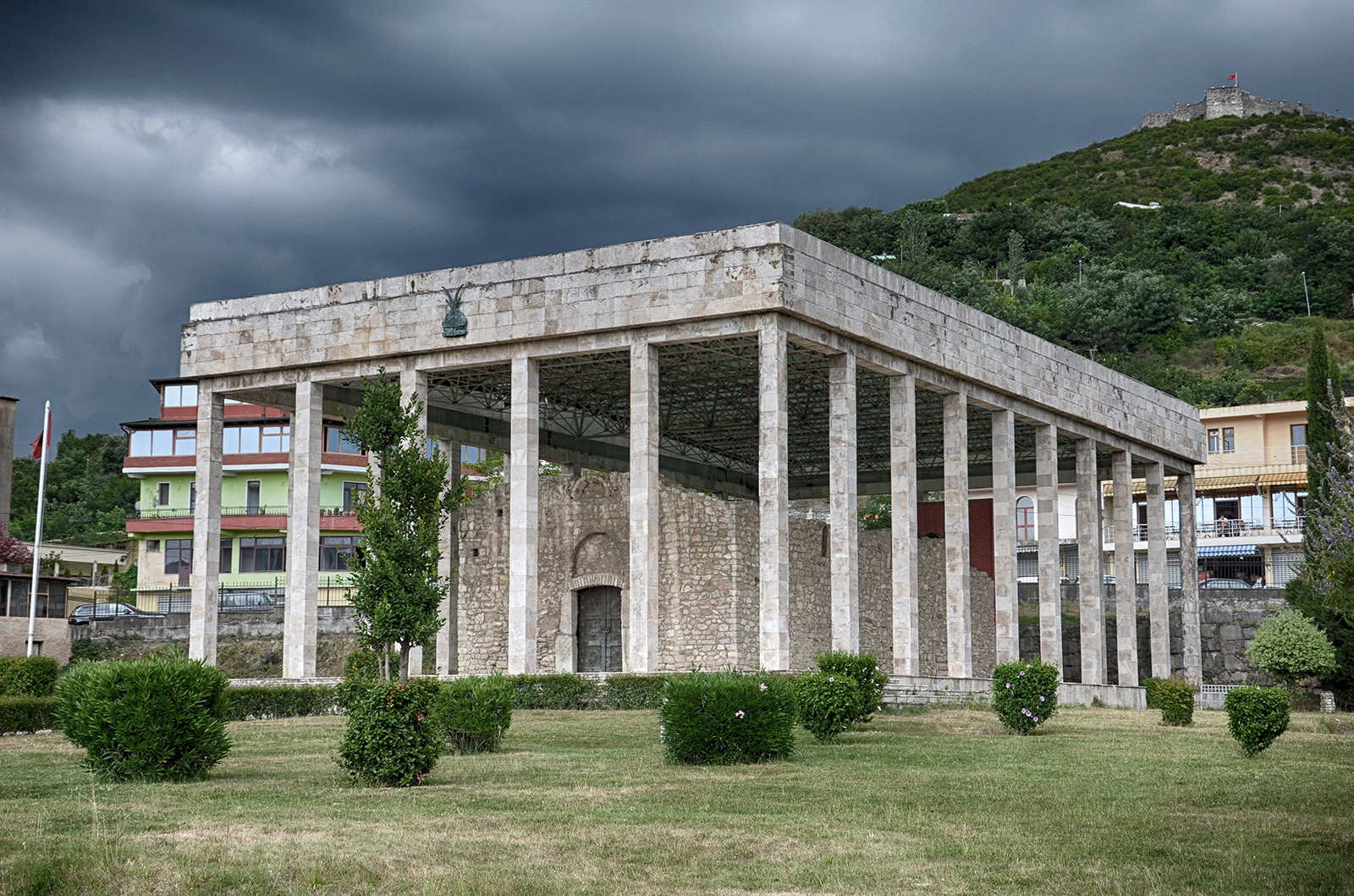
Ein modernes Schutzdach überdeckt die historischen Mauern der Moschee respektive früheren Kirche

Die Skanderbeg-Gedenkstätte (albanisch Mauzoleu i Skënderbeut), ehemals St. Nikolaus-Kirche (Kisha e Shën Kollit) oder Selimiye-Moschee (alb. Xhamia Selimije) ist eine von den Osmanen in eine Moschee umgewandelte Kirche in der nordalbanischen Stadt Lezha. Ihre Ruinen wurden überbaut und zur Gedenkstätte des albanischen Fürsten und Türkenkämpfers Skanderbeg (1405–1468) umfunktioniert.
An der Stelle eines Vorgängerbaus aus dem 14. Jahrhundert wurde 1459 als Kathedrale von Lezha die St. Nikolaus-Kirche errichtet. Sie liegt unterhalb des Burghügels unweit des Drin. Der Bau misst etwa 18 auf 8 Meter. Der einschiffige gotische Bau hatte im Osten eine Apsis, im Norden und Süden je drei kleine Fenster und über der Tür an der Westfassade ein weiteres, rundes Fenster.
Skanderbeg wurde 1468 in der St. Nikolaus-Kirche, der Hauptkirche Lezhas, begraben. 1478 wurde das Grab, nach der Eroberung Lezhas durch den Sultan Mehmed II., von osmanischen Soldaten geschändet und Skanderbegs Gebeine von ihnen als Talismane verwendet. Unter Sultan Selim I. (1512–1520) wurde die Kirche in eine Moschee umgebaut. Sie wurde nach dem Sultan Selimiye-Moschee benannt. Im 17. Jahrhundert zur Ruine zerfallen, pilgerten Albaner hierher, um Gedenkfeiern für Skanderbeg abzuhalten.

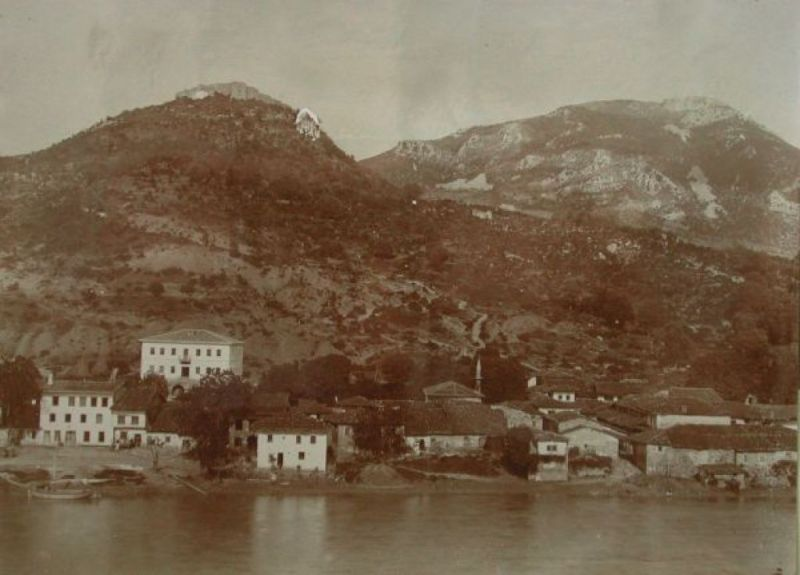
Die Moschee zwischen den Häusern Lezhas auf einer Aufnahme aus dem ersten Viertel des 20. Jahrhunderts

Der Kunsthistoriker Machiel Kiel schreibt die Moschee hingegen dem Sultan Selim III. (1762–1808) zu. Das Gebäude sei bis ins späte 16. Jahrhundert von Christen genutzt worden und erst in den 1580er Jahren zur Moschee umgebaut worden, als in der Unterstadt ein muslimisches Viertel entstand. Um 1630 war die Moschee bereits zerfallen. Erst Ende des 18. Jahrhunderts wurde sie unter Selim III. restauriert oder sogar neu errichtet. Die Moschee verfügte über ein Mihrāb und im Südwesten über ein hohes Minarett, das im 18. Jahrhundert errichtet worden war.
1966 wurde die Moschee archäologisch untersucht, was den Rückschluss erlaubte, dass sie früher die St. Niklaus-Kirche gewesen sein muss. Die Moschee diente bis 1968 als moslemische Gebetsstätte. Als die Sozialistische Volksrepublik Albanien vom kommunistischen Diktator Enver Hoxha 1967 zum „ersten atheistischen Staat der Welt“ ausgerufen wurde, wurde sie geschlossen.
1978 wurden in der Moschee Skanderbegs Grab entdeckt. 1979 erschütterte ein Erdbeben die Region. Dabei stürzte das Minarett ein und die Moschee wurde schwer beschädigt. Daraufhin wurden alle osmanischen Ergänzungen an der ehemaligen Kirche entfernt, um das Aussehen möglichst an die Zeiten Skanderbegs anzugleichen, und die Ruine in eine Gedenkstätte des Nationalhelden umgewandelt. Die Ruinen der Niklauskirche wurden zum nationalen Kulturdenkmal erklärt.

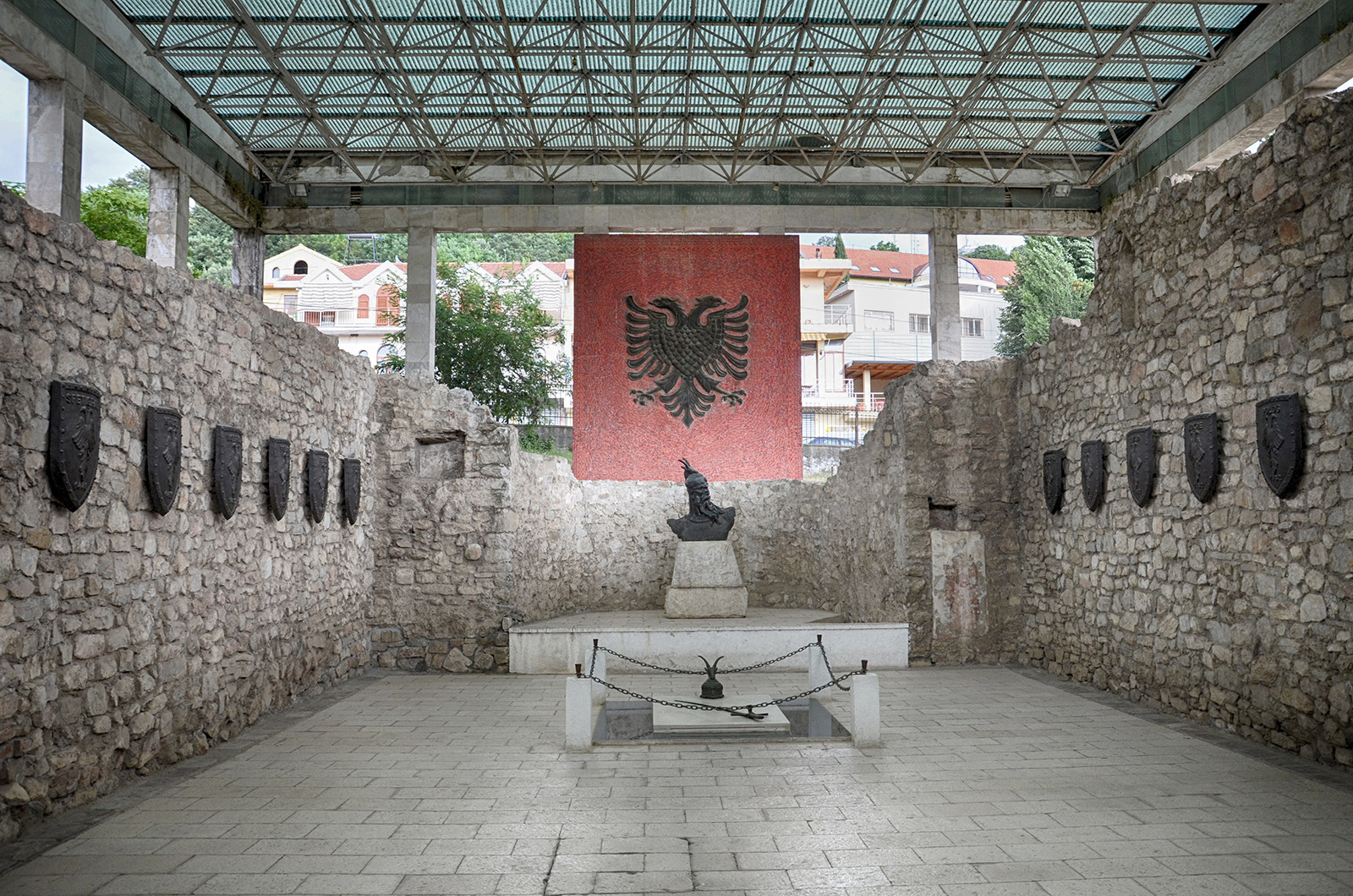
Innenraum mit Skanderbeg-Büste und symbolischer Grabstätte

1981 wurde die neue Skanderbeg-Gedenkstätte eröffnet. Eine große Dachkonstruktion schützt die alten Mauern, in denen eine Büste von Odhise Paskali und eine Gedenkplatte mit Replika von Schwert und Helm Skanderbegs – die Originale befinden sich in Wien – platziert wurden. An der Wand hängen Schilder, die an die Schlachten Skanderbegs erinnern, und Wappen der Fürstentümer der Liga von Lezha. 2018 wurde die Dachkonstruktion restauriert. Dabei wurde auch erstmals seit Jahrzehnten eine in Vergessenheit geratene Krypta oder Grabgruft unter dem Bau geöffnet.
Rund um die Moscheeruine finden sich noch einige Ruinen aus antiker Zeit. Die weite, von weiteren Gebäuden befreite Anlage am Ostufer des Drin liegt nördlich der Innenstadt von Lezha. Sie soll zu einem Archäologiepark ausgebaut werden. Bei weiteren Ausgrabungen wurden das Hafentor am Drinufer, ein zur christlichen Kirche umgewandelter Tempel und ein Baptisterium gefunden.